# Carlos P. García
Carlos García y Poléstico (Talibon, Bohol, 4 de noviembre de 1896-Ciudad Quezon, 14 de junio de 1971) fue un político filipino, presidente de su país entre 1957 y 1961.

## Biografía
Carlos P. García creció en Talibon, donde su padre, Policronio García era alcalde. Visitó la escuela primaria en su ciudad e hizo los estudios secundarios en Cebú para terminar cursando Derecho en la Universidad Silliman de Dumaguete, en Negros Oriental, licenciándose en 1923.
- Datos: Q319939
- Multimedia: Carlos P. Garcia / Q319939